# Sparkasse Salzkammergut
Die Sparkasse Salzkammergut AG, vormals Sparkasse Bad Ischl AG, mit Unternehmenssitz Bad Ischl ist ein oberösterreichisches Bankunternehmen mit 5 Geschäftsstellen und 3 SB-Filialen im Salzkammergut, und Teil der Sparkassengruppe in Österreich. Die Sparkasse Salzkammergut wurde 1863 unter dem Namen Sparkasse Bad Ischl gegründet. 2002 wurde die heutige Sparkasse Salzkammergut zur Sicherung der Selbstständigkeit in eine Aktiengesellschaft umgewandelt. 100%iger Eigentümer ist die Sparkasse Bad Ischl Privatstiftung. Die Sparkasse ist Mitglied des Kooperations- und Haftungsverbundes der österreichischen Sparkassen und des Österreichischen Sparkassenverbands. Aus Verbundenheit zur Region wurde die Sparkasse Bad Ischl im April 2011 auf Sparkasse Salzkammergut umbenannt.

## Geschichte
Am 18. August 1863 (Kaisers Geburtstag) öffnete die Sparkasse des Marktes Ischl. Es gab zwei bescheidene Amtsräume, die vorerst nur an drei Tagen pro Woche für Kunden geöffnet hatten. Als Startkapital dienten 8.000 Gulden (etwa 80.000 Euro), die von 25 Ischler „Bürgern“ als Garantiefonds aufgebracht wurden. Entscheidend für den zukünftigen Erfolg war aber die Bürgschaft des Marktes Bad Ischl, der mit seinem gesamten Vermögen die Haftung übernahm. Die Zusammensetzung des ersten Sparkassen-Ausschusses bestand neben bedeutenden Bürgern des Marktes Ischl, auch aus den Bürgermeistern der Gemeinden Ischl, Ebensee, Goisern, Hallstatt, Gosau und St. Wolfgang. Durch die gute Entwicklung konnte im Jahr 1922 die Geschäftsstelle St. Wolfgang eröffnet werden.
2002 erfolgte der Beitritt zum Haftungsverbund. Aus Verbundenheit zur Region wurde die Sparkasse Bad Ischl im April 2011 auf Sparkasse Salzkammergut umbenannt.
Bis Mitte 2021 zählte die Sparkasse Salzkammergut neun Geschäftsstellen (Bad Ischl/Auböckplatz, Bad Ischl/Pfandl, Bad Ischl/Reiterndorf, Bad Goisern, Ebensee, Hallstatt, Gosau, St. Wolfgang, Strobl). In der zweiten Jahreshälfte 2021 wurde die Filiale Reiterndorf geschlossen sowie die Geschäftsstellen Gosau und Hallstatt auf SB-Filiale umgestellt. Auch die Geschäftsstelle in St. Wolfgang wurde auf eine SB-Filiale umgestellt. Anfang Juni 2022 übersiedelte die Geschäftsstelle Strobl an einem neuen Standort, direkt an der Wolfgangsee Bundesstraße.

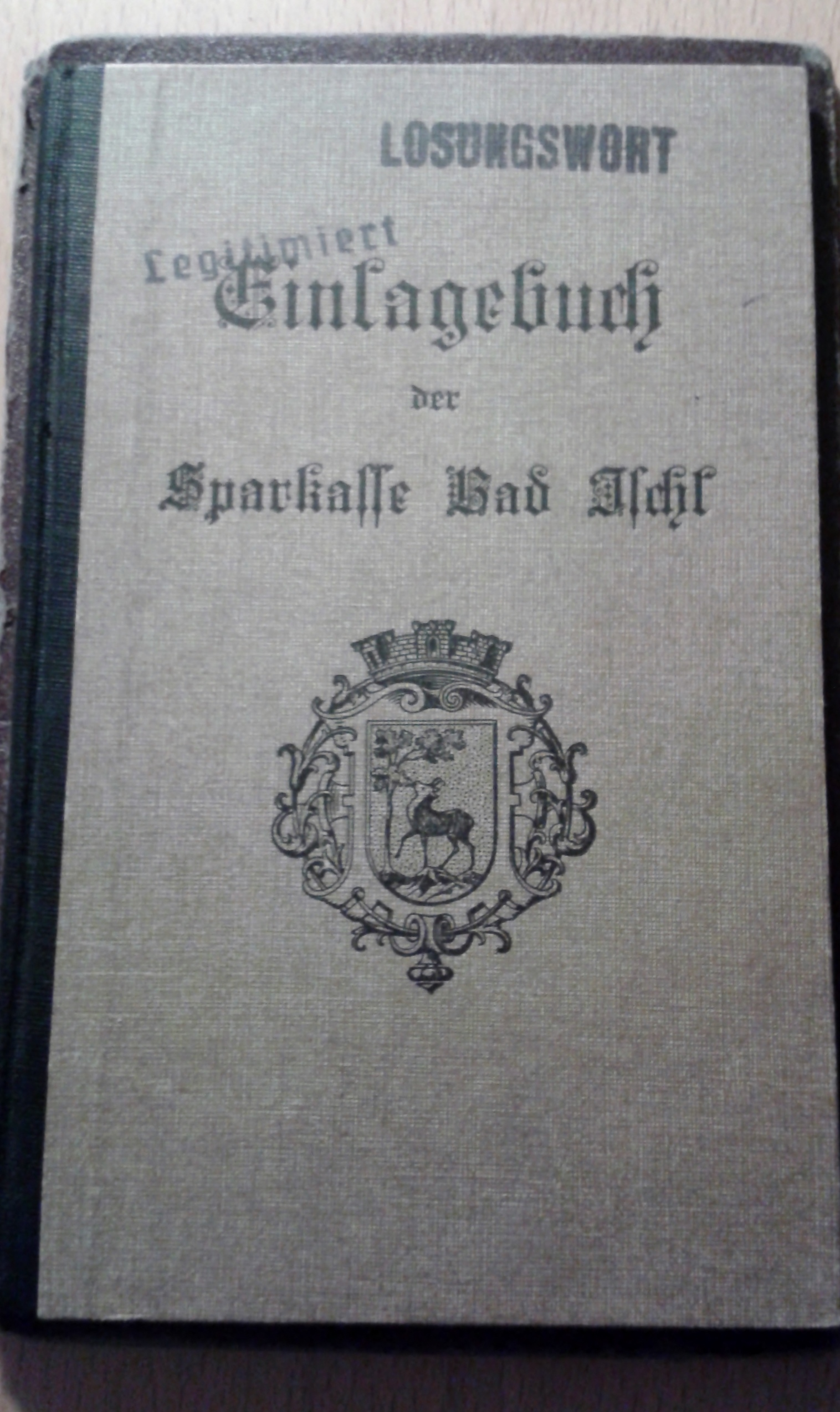
Sparbuch der Sparkasse Bad Ischl, um 1937
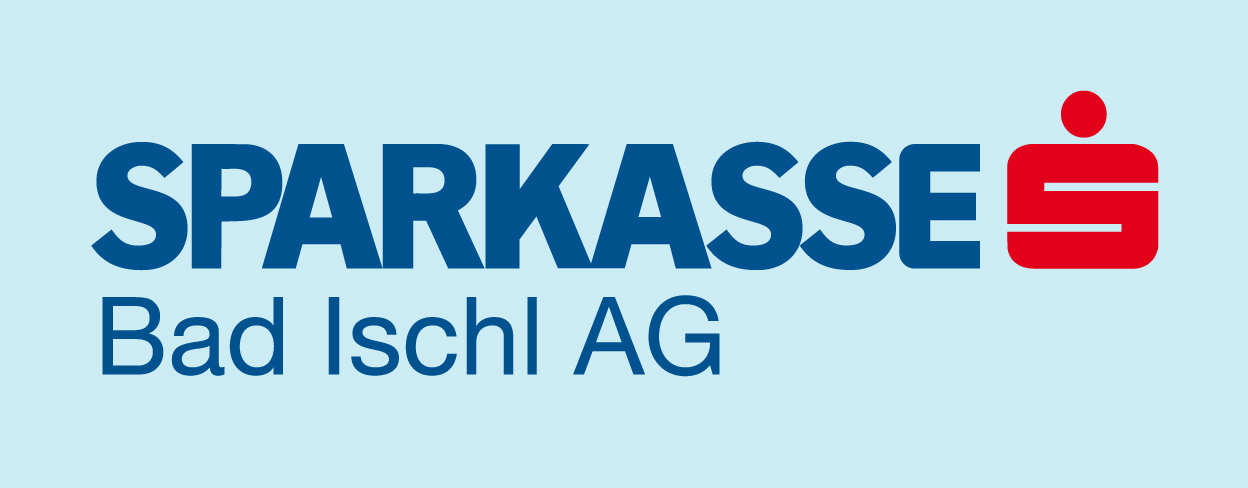
Altes Logo der Sparkasse Bad Ischl AG
Jubiläumslogo der Sparkasse Salzkammergut

## Stiftung
Die Sparkasse Salzkammergut Privatstiftung wurde 2002 als Sparkasse Bad Ischl Privatstiftung gegründet und ist die einzige Aktionärin der Sparkasse Salzkammergut AG. Ein Teil der Dividende wird für gemeinnützige Zwecke ausgeschüttet. Laut Stiftungserklärung soll sie den Gründungsauftrag der Sparkasse, „die regionale Förderung wirtschaftlicher, wissenschaftlicher, sozialer und kultureller Entwicklungen zum Wohl der Allgemeinheit“, weiterverfolgen.

## Wichtige Ereignisse
1863 wurde die Sparkasse gegründet und 1888 erfolgte die Einführung der Heimsparkassen. Die erste Zweigstelle wurde 1922 in Sankt Wolfgang im Salzkammergut eröffnet. 1925 wurde der Weltspartag in der heutigen Sparkasse Salzkammergut eingeführt. Von 1970 bis 1989 wurden sieben Zweigstellen im Salzkammergut eröffnet. 2002 erfolgte die Einbringung des bankbetrieblichen Geschäftes in die neugegründete – damals – Sparkasse Bad Ischl AG und die Umwandlung der Anteilsverwaltungssparkasse in die Sparkasse Bad Ischl Privatstiftung. 2006 wurde die Geschäftsstelle Strobl von der Salzburger Sparkasse Bank AG erworben. 2011 erfolgte eine Namensänderung auf Sparkasse Salzkammergut AG.